# José Clemente Weber
José Clemente Weber (ur. 24 września 1937 w Venâncio Aires) – brazylijski duchowny rzymskokatolicki, w latach 2004-2013 biskup Santo Ângelo.

## Życiorys
Święcenia kapłańskie przyjął 22 grudnia 1962. Pracował przede wszystkim w seminariach archidiecezji Porto Alegre. Był także sędzią kościelnym oraz penitencjarzem w archidiecezji.
23 marca 1994 został prekonizowany biskupem pomocniczym Porto Alegre ze stolicą tytularną Gummi in Byzacena. Sakrę biskupią otrzymał 5 czerwca 1994. 15 czerwca 2004 został mianowany biskupem Santo Ângelo (ingres odbył się 13 sierpnia 2004). 24 kwietnia 2013 przeszedł na emeryturę.